# Джозеф Мерманс
Джозеф Мерманс (фр. Joseph Mermans, нар. 16 лютого 1922, Антверпен — пом. 20 січня 1996, Вільдерт) — бельгійський футболіст, що грав на позиції нападника. Більшу частину провів в «Андерлехті», з яким став 7-разовим чемпіоном Бельгії і тричі ставав найкращим бомбардиром чемпіонату Бельгії.
За збірну Бельгії Мерманс провів 56 матчів і забив 27 м'ячів (4-ий результат в історії збірної). Учасник чемпіонату світу 1954 року у Швейцарії.

## Клубна кар'єра
На початку 1930-х років молодий Мерманс разом з парою друзів не зміг стати членом футбольного клубу Антверпені. У підсумку Джозеф 1932 року, в 10 років, пішов в невеличкий клуб «Тубантія Боргергут», що базувався у передмісті Антверпена) і протягом 5 років грав у молодіжному складі клубу.
1937 року Мерманс перейшов в основну команду. Його стрімкий прогрес зацікавив тренера другої збірної Бельгії і в січні 1939 року він вийшов у матчі проти збірної Люксембургу. Після чого він протягом двох років двічі отримував пропозиції від «Беєрсхота», але «Тубантія» відмовляла.
1942 року Джозеф перейшов в «Андерлехт» за 125 тис. бельгійських франків. В той час чемпіонат був досить нестійкий через Другу світову війну, але це не завадило «пурпурно-білим» стати повноцінною командою.

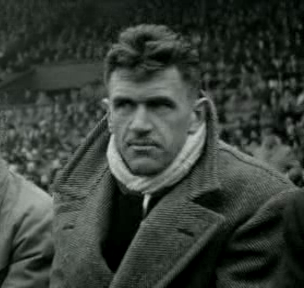
Джозеф Мерманс у 1955 році.

1947 року Джозеф був одним з ключових гравців команди у завоюванні першого чемпіонства в історії клубу. Тоді він зі своїми 39 голами став найкращим бомбардиром чемпіонату Бельгії. Після цього Джозеф ще шість разів ставав з командою національним чемпіоном, а також двічі вигравав титул найкращого бомбардира чемпіонату. Крім того, 1950 року з 37 голами в 28 матчах Мерманс став найкращим бомбардиром серед усіх європейських національних чемпіонатів. На піку своєї кар'єри Мерманс отримував пропозиції від «Роми», «Торіно», «Аталанти», «Реал Мадрида», «Лаціо» та мадридського «Атлетіко», але всім їм відмовив.
У 1957 році Мерманс залишив «Андерлехт» і наступного року перейшов в клуб з рідного міста — «Меркс». Джозеф допоміг клубу перейти з третього у другий дивізіон. 1960 року Мерманс завершив кар'єру.

## Виступи за збірну
1945 року дебютував в офіційних матчах у складі національної збірної Бельгії.
У складі збірної був учасником чемпіонату світу 1954 року у Швейцарії, де в обох матчах виводив команду в статусі капітана. Проте бельгійці зайняли останнє місце в групі і покинули турнір.
Протягом кар'єри у національній команді, яка тривала 12 років, провів у формі головної команди країни 56 матчів, забивши 27 голів.
Помер 20 січня 1996 року на 74-му році життя.

## Досягнення
- Чемпіон Бельгії (7): 1947, 1949, 1950, 1951, 1954, 1955, 1956
- Найкращий бомбардир чемпіонату Бельгії (3): 1947 (38 голів), 1948 (23 голи), 1950 (37 голів)

## Пам'ять
В честь Джозефа був названий стадіон у районі Мерксема (Антверпен).